# Ljubomir Lewtschew

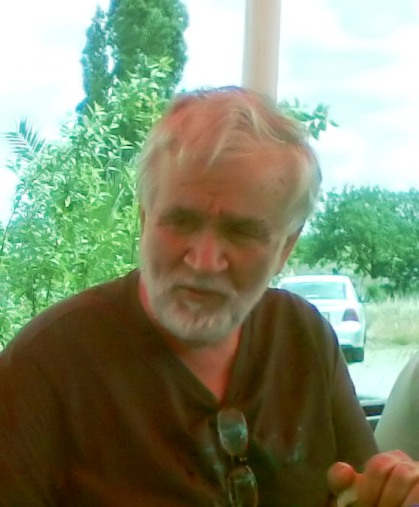
Ljubomir Lewtschew, 2009

Ljubomir Spiridonow Lewtschew (bulgarisch Любомир Спиридонов Левчев; * 29. April 1935 in Trojan; † 25. September 2019) war ein bulgarischer Politiker, Schriftsteller und Journalist.

## Leben
Lewtschew war der Bulgarischen Kommunistischen Partei beigetreten. Ab 1972 war er Kandidat des Zentralkomitees seiner Partei, dem er ab 1976 als Mitglied angehörte. Von 1975 bis 1980 war er stellvertretender Vorsitzender des Komitees  für Kultur. Seit 1980 war er Vorsitzender des Bulgarischen Schriftstellerverbandes.
Lewtschew verfasste Gedichte und Poeme, die in mehreren Sammlungen erschienen. 1957 wurde sein Sohn Wladimir Lewtschew geboren, der gleichfalls als Schriftsteller tätig ist.
Er wurde mit dem Dimitroffpreis ausgezeichnet.

## Werke (Auswahl)
- Ljubomir Lewtschew, 1970
- Tagesmond , 1978
- Sledljubov, 1980
- Otkăs, 1980
- Zeit für Helden, Bericht des Vorsitzenden des Bulgarischen Schriftstellerverbandes an den IV. Kongress des Bulgarischen Schriftsteller am 1. und 2. Oktober 1980, 1981
- Seufzer in Bronze, 1981
- Standpunkt, 1985
- Poesija, 1985